# 考德威爾鎮區 (愛荷華州阿珀努斯縣)
考德威爾鎮區（英語：Caldwell Township）是位於美國愛荷華州阿珀努斯縣的一個行政鎮區。

## 地方資料
根據2010年美國人口普查的數據，考德威爾鎮區的面積為100.07平方千米，當中陸地面積為100.05平方千米，而水域面積為0.02平方千米。當地共有人口425人，而人口密度為每平方千米4.25人。